# Pelargoderus malaccensis
Pelargoderus malaccensis är en skalbaggsart som beskrevs av Stefan von Breuning 1935. Pelargoderus malaccensis ingår i släktet Pelargoderus och familjen långhorningar. Inga underarter finns listade i Catalogue of Life.